# スキマスイッチ TOUR 2012-2013“DOUBLES ALL JAPAN”THE MOVIE
『スキマスイッチ TOUR 2012-2013“DOUBLES ALL JAPAN”THE MOVIE』（スキマスイッチ・ツアー 2012-2013 "ダブルス オール ジャパン"ザ ムービー）は、スキマスイッチのライブDVD。

## 解説
- 「スキマスイッチ TOUR 2012-2013“DOUBLES ALL JAPAN”」の渋谷公会堂でのライブ映像を収録。
- サポートメンバーのいない2人だけのライブ。

## 収録内容

### DISC-1
1. OPENING
2. OPENING LOOP
3. アイスクリーム シンドローム
4. 全力少年
5. 螺旋
6. ガラナ
7. センチメンタル ホームタウン
8. 藍
9. 病院にいく
10. ソングライアー
11. さみしくとも明日を待つ
12. 雫
13. ボクノート
14. トラベラーズ・ハイ
15. 奏（かなで）
16. ふれて未来を
17. ユリーカ
18. 晴ときどき曇
19. ただそれだけの風景
20. view
21. ラストシーン
22. またね。

### DISC-2
- 特典映像（DVD盤の初回盤のみ。Blu-ray盤の初回盤にはDISC-1に収録）

1. Doubles All Japan Episode_50
  - 東京公演のバックステージに密着した特典映像

## 初回特典収録内容
- 透明スリーブケース仕様。
- 東京公演のバックステージに密着した特典映像「Doubles All Japan Episode_50」を収録。
- LIVE ALBUM「スキマスイッチ TOUR 2012-2013“DOUBLES ALL JAPAN”」の初回生産限定盤との連動特典応募券封入。